# سنقر تالابی غربی
سنقر تالابی غربی (نام علمی: Circus aeruginosus) یک گونه سنقر بزرگ و پرنده‌ای شکاری از تیرهٔ بازان است. این پرنده در ایران نیز یافت می‌شود.
سنقر تالابی معمولاً در نیزارها و حوالی تالاب‌ها و رودخانه‌ها زندگی می‌کند. نر و ماده هم شکل نیستند. بال هارا به شکل ۷ باز می‌کند.
سنقر تالابی در ایران در اکثر نیزارها دیده می‌شوند و پرنده به نسبت فراوانی است.

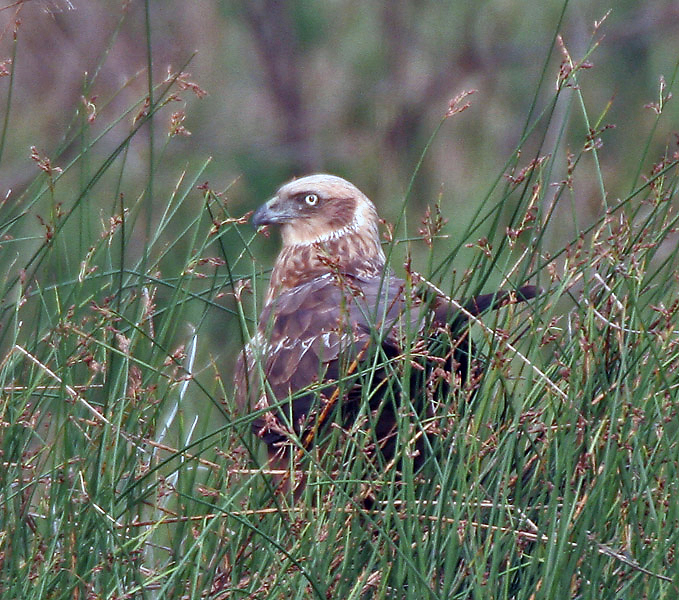
پرنده نر، در زمستان در هند

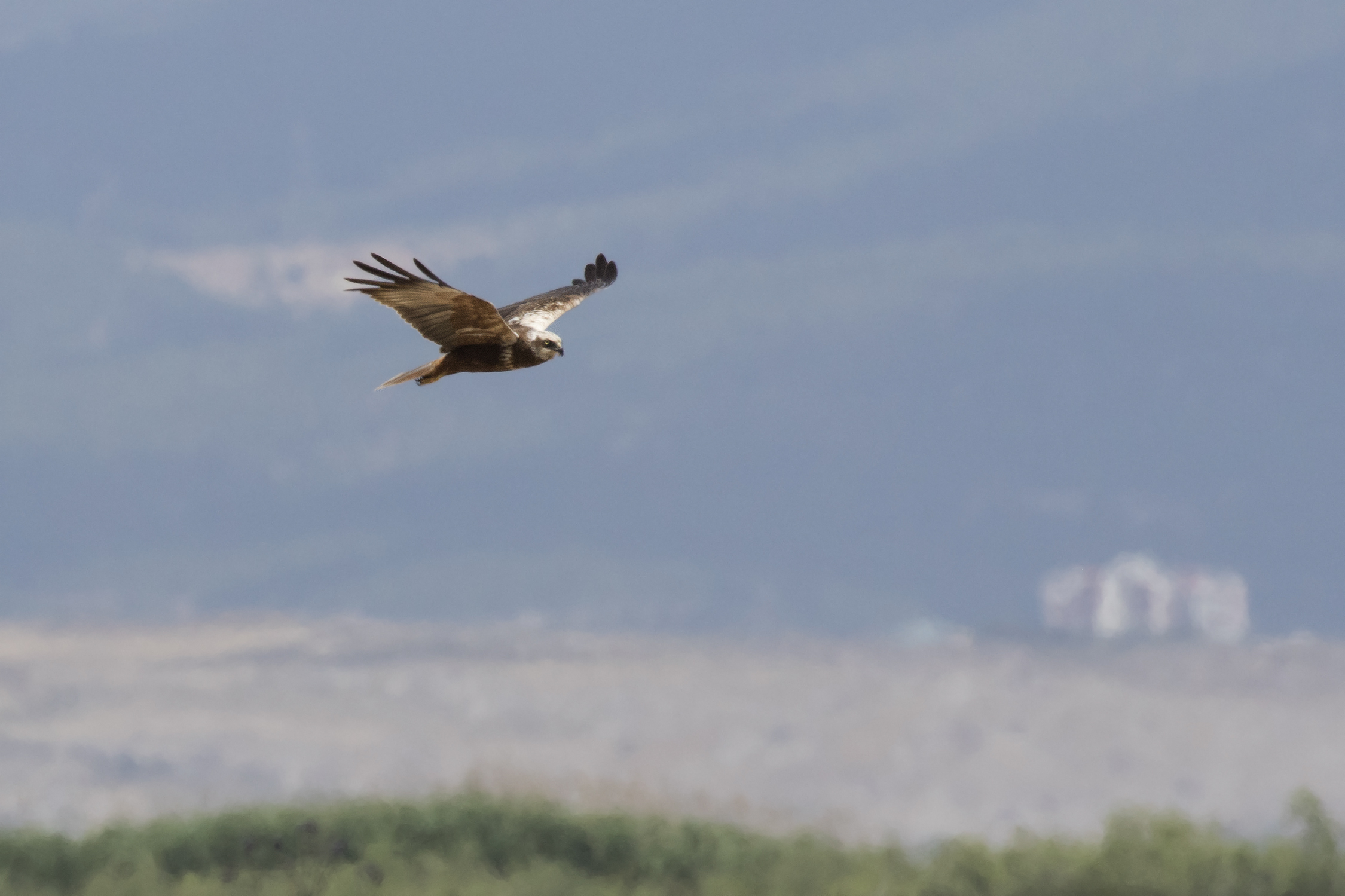
سنقر ماده